# Рихард (пфальцграф Зиммерна)
Рихард (25 июля 1521, Зиммерн — 13 января 1598, Рафенгирсбург, Рейн-Хунсрюк) — пфальцграф Зиммерн-Спанхейма в 1569—1598 годах.

## Биография
Рихард родился в Зиммерне в 1521 году в семье Иоганна II, пфальцграфа Зиммерна. В 1569 году он наследовал своему брату Георгу в качестве пфальцграфа Зиммерн-Спанхейма. В том же году он женился на Юлиане (ок. 1545—1575), дочери Иоганна IV, графа Вида. У них было четверо детей:
1. Юлиана (1571—1592)
2. Екатерина (1573—1576)
3. сын (1574)
4. сын (1575)

В 1578 году она женился на Эмилии (1550—1589), дочери Кристофа, герцога Вюртемберга.
Через полгода после смерти второй жены Рихард женился на Анне Маргарите (1571—1621), дочери графа Георга Иоганна I фон Пфальц-Фельденца.
Рихард умер в Зиммерне в 1598 году. Поскольку у него не было выжившего наследника, ему наследовал племянник Фридрих IV.